# Denis Rusu
Denis Rusu (sinh ngày 2 tháng 8 năm 1990 ở Chișinău) là một cầu thủ bóng đá người Moldova hiện tại thi đấu cho CSM Politehnica Iași, ở vị trí thủ môn.

## Danh hiệu
Zimbru Chișinău
- Cúp bóng đá Moldova (1): 2013–14
- Moldovan Super Cup (1): 2014